# Jardim ABC
Jardim ABC é um bairro da cidade goiana de Cidade Ocidental. Segundo dados da prefeitura do município e do IBGE(2022) é o maior bairro da cidade, com mais de 30 mil habitantes. Seu nome oficial é Distrito do Jardim ABC.

## História
O local surgiu por volta de 1960, incentivado pela construção de Brasília, já que fica exatamente na divisa com o DF, ao contrário do centro da Ocidental, e por conta do custo de moradia ser bem mais barato, sendo que em 1997 uma lei o inseriu na estrutura politico administrativa do município, tendo 61 anos(2022) comemorado no dia 21 de junho.
Começou com os loteamentos do Jardim ABC de Brasília, do Parque das Américas e do Jardim Satélite.
O bairro já sofreu muito com a falta de infraestrutura, mas a situação atual é muito diferente. 

## Localização
O distrito fica ao lado dos condomínios de alto padrão Alphaville, no norte e Dahma, no sul.

## Características
O bairro é um caso curioso, pois é o mais distante do centro da Ocidental, ficando a uma distância de 14km em linha reta, e apenas 17km do centro de São Sebastião, poucos minutos de diferença, ficando numa região estratégica.
Os lotes do distrito são enormes, tendo em média 360 m² e as casas são altamente arborizadas.
A pista que liga o bairro ao DF é a DF-140 que depois dá acesso ao São Sebastião, Jardim Botânico e Brasília, sendo que se encontra em obra final de duplicação, beneficiando muitos moradores da região.
Nos últimos anos o ABC vem recebendo muitos investimentos que aceleraram ainda mais o seu crescimento, hoje o bairro tem muitas escolas, praças, supermercados, um Shopping center, uma Unidade Básica de Saúde, Samu, Base da Polícia Militar e uma Quadra de esportes.
Com o início das vendas de terrenos no loteamento Jardim Ouro Verde, no sul do bairro, destinados a prédios residenciais, casas e comércio espera-se que o lugar cresça ainda mais.
O comércio local tem muita força, e a pavimentação de ruas continua.

### Transporte público
Atualmente o bairro tem uma demanda muito maior que a oferta de ônibus, a única empresa que faz linha de todo bairro ao DF é a UTB, já que a Pioneira só vai até a entrada do bairro e outra empresa liga o ABC aos outros bairros da Cidade Ocidental
Por causa disso há um projeto do GDF para construção de um terminal no bairro.

### População
A PMAD de 2013 revelou que apenas 3% dos moradores são originários de Goiás, o restante são de outros estados, expressando  a grande migração que ocorreu pro centro-oeste brasileiro.

## Curiosidade
O antigo aspecto do bairro fez do local a principal locação do filme Faroeste Caboclo. Ali foi reproduzida, com um custo de R$ 200.000,00, a cidade de Ceilândia (DF) dos anos de 1970, retratada na música da banda Legião Urbana.